# Tidsskrift for populære Fremstillinger af Naturvidenskaben
Tidsskrift for populære Fremstillinger af Naturvidenskaben var et dansk tidsskrift grundlagt 1854 af zoologen Christian Frederik Lütken, geologen Carl Johan Fogh og botanikeren Christian Vaupell, der ved sin død i 1862 blev afløst i redaktionen af botanikeren Eugen Warming (1841-1924).
Tidsskriftet blev udgivet på P.G. Philipsens Forlag og var anlagt på lange artikler med få illustrationer. Det blev skrevet af naturvidenskabsmænd og havde oversatte tyske og engelske artikler af blandt andre Charles Darwin og fysikeren John Tyndall. Det udkom seks til ti gange årligt i hæfter med 64-128 sider. 1863 bragte bladet en gennemgang af Darwins udviklingslære.
Man skrev for "Præster, Læger og den dannede Landbostand og andre som have naturvidenskabelige Interesser og ønske at udvide deres naturhistoriske Blik." (1879). Der var omkring 1000 abonnenter i slutningen af 1850'erne; derefter faldt oplagstallet og udgifterne steg så tidsskriftet måtte ophøre 1883 efter nogle år med tab.